# Dancsecs József
Dancsecs József más forrásokban Dantsets (Kethely, 1789. november 29. – Ikervár, 1860. augusztus 26.) római katolikus pap, író, a sárvári kerület esperese és tanfelügyelője.

## Élete
A mai Rábakethelyen (ma Szentgotthárd része) született Dancsecs Imre és Vari Anna gyermekeként. A névből adódóan mindkét szülő szlovén származású volt, s lehetséges hogy beszélték is a helyi nyelvet (vend nyelv), miután a kutatások kimutatták, hogy effektíven is jelen volt szlovén nemzetiség ma már csakis magyarok lakta falvakban. Kethely volt  ugyanakkor a szlovén falvak ősegyháza, s a ciszter apátság birtoka, amely előszeretettel telepített szlovénokat birtokára.
1814. április 24-én szentelték fel. Augusztustól egészen 1815 májusáig Baltavár káplánja volt, majd Szombathelyen 1816 októberéig. Ezután két éven keresztül szemináriumi felügyelőként működött, utána 1824-ig a líceum történelem tanára volt. Az 1838-39-es tanévben helyettes lelkiigazgató volt, amit Szenczy Ferenccel, későbbi püspökkel együtt töltött be.

1824 januárjában Egervölgyre helyezték, ahol a püspökség új plébániát alapított, de itt csak másfél évig dolgozott, utána átment Ikervárra, ahol haláláig élt. Itt 100 forintos alapítványt tett a szentmisékre, további 100 forintot a szegényebb ifjak tanítására ruházott. Szülőhelyén 100 forintért misealapítványt, 75 forintért iskolaalapítványt tett. Salamonváron is létrehozott egy misealapítványt, ott 167 forintból.

## Művei
- Ft. Böle András úrnak, a szombathelyi székesegyház nagy prépostjának, préposti székébe 1821. eszt. végbe ment fényes beiktatására. Szombathely.
- Ikervári hymen gróf Batthyány Lajos úrnak, gróf Zichy Antónia kisasszonynyal lett egybekelésére karácson havának 4-ik napján 1834. Uo. 1834.
- Örömemlék méltsgs. ft. Balassa Gábor úr szombathelyi püspök stb. ő nagyságának püspöki székébe lett beiktatása ünnepén hódoló tiszteletül áldoz a sárvári egyházkerület. Uo. 1844.